# Królestwo Albanii (średniowiecze)
Królestwo Albanii (Regnum Albaniae) – państwo historyczne stworzone przez Karola Andegaweńskiego na terenie zachodniej części półwyspu Bałkańskiego z albańskich terenów, które w 1271 roku zdobył kosztem Despotatu Epirskiego. W lutym 1272 roku Karol zaczął używać tytułu króla Albanii. Królestwo rozciągało się od obszarów leżących wokół Dyrrhachium (obecnie Durrës), wzdłuż wybrzeża aż do Butrintu. Andegawenowie starali się rozciągać swoje panowanie na Bałkanach w kierunku Konstantynopola, polityka ta jednak zakończyła się klęską po nieudanym oblężeniu Beratu w 1281 roku. Grecka kontrofensywa spowodowała utratę terenów leżących w dużej odległości od wybrzeża. Nieszpory sycylijskie dodatkowo osłabiły pozycję Andegawenów a epirskie ataki sprawiły, że królestwo skurczyły się do okolic Dyrrachium, gdzie potomkowie Karola zachowali swoją władzę aż do 1368 roku, kiedy to miasto zostało zdobyte przez Karola Thopię. W 1392 roku, po kapitulacji Jerzego, syna Karola, weszły w skład Republiki Weneckiej.

## Historia

### Tło
W czasie konfliktu między Despotatem Epiru a Cesarstwem Nicei w 1253 roku, Gulam, rządzący księstwem Arbanon był początkowo sojusznikiem Epiru. Jego żołnierze okupowali okolice Kastorii, chcąc w ten sposób uniemożliwić siłom Jana Watatzesa wkroczenie do Devoll. Nicejczycy podjęli próbę przeciągnięcia Albańczyków na swoją stronę i Jan ostatecznie porozumiał się z Gulamem. W zamian za pomoc militarną cesarz nicejski przyznawał księstwu Arbër autonomię. W tym samym roku Michał Komnen Dukas podpisał traktat pokojowy z Nicejczykami, uznając tym samym ich władzę nad zachodnią Macedonią i Albanią. Również Krujë przypadało Nicejczykom, którzy obiecali przestrzegać dotychczasowych jego przywilejów, a także nadali szereg nowych, później potwierdzonych przez nowego cesarza, Teodora II Laskarysa.
Nicejczycy odbili Durrës z rąk Michała II Komnena Dukasa w 1256 roku. W czasie zimy między 1256 a 1257 rokiem Jerzy Akropolites próbował przywrócić grecką kontrolę nad Albanią. Autonomia z 1253 roku została zniesiona a władzę miała odtąd sprawować nowa, cesarska administracja. Złamanie obietnic spowodowało oburzenie albańskich wodzów i doprowadziło do wybuchu otwartego buntu. Również Epir zerwał układ pokojowy z Nicejczykami. Z pomocą Albańczyków siły Epiru zaatakowały Debar, Ochrydę i Prilep. Wieści o walkach dotarły do Manfreda Sycylijskiego, który postanowił wykorzystać sytuację do realizacji własnych celów i zebrawszy wojska również uderzył na Albanię. Jego wojska, prowadzone przez Filipa Chinard, zdobyły Durrës, Berat, Vlorë i Spinarizzę wraz z otaczającymi je terenami i południowym wybrzeżem Albanii od Vlorë do Butrintu. Zaatakowany z dwóch stron Michał II, przystał na warunki Mafreda i wszedł z nim w sojusz. Warunkiem było uznanie władzy Sycylijczyka nad przejętymi przez niego ziemiami a alians został przypieczętowany ślubem Heleny, córki Michała z Manfredem.
Po druzgocącej porażce sojuszników w bitwie pod Pelagonią, wojska nicejskie zdobyły wszystkie ziemie podbite przez Manfreda w Albanii, poza Durrës. W 1261 roku Manfred zorganizował nową wyprawę i odbił te tereny z rąk Cesarstwa. Utrzymał je aż do swojej śmierci w 1266 roku. Manfred respektował autonomię i przywileje lokalnych możnych i miast. Wprowadził również co ważniejszych możnych do swojej administracji, jak na przykład Andreę Vrana, który piastował funkcję gubernatora Durrës i okolicznych terenów. Albański wojownicy służyli również w armiach Manfreda, który wypłacał im żołd i gwarantował łupy, na przykład w czasie walk we Włoszech. Generalnym gubernatorem Albanii został mianowany Filip Chinard. Stolicą, czyli miastem w którym rezydował, było początkowo Korfu a następnie Kanina.

### Powstanie królestwa
Po klęsce Manfreda w bitwie pod Benewentem w 1266 roku, rok później zawarto porozumienie w Viterbo na mocy którego Karol I Andegaweński przejmował prawa Manfreda do ziem w Albanii wraz z prawami do ziem łacinników na terenie Despotatu Epirskiego i Moreii. Tymczasem, na wieść o klęsce i śmierci Manfreda, na rozkaz Michała II zgładzono Filipa Chinarda, ale Epirowi i tak nie udało się przejąć ziem Manfreda. Stało się to dzięki oporowi lokalnych wodzów i szlachty. W 1267 roku nie zgodzili się oni również na oddanie tych ziem we władzę Karolowi Andegaweńskiemu. Jego poseł, Gazo Chinard usłyszał odmowę gdy przybył tu wyegzekwować postanowienia pokoju z Viterbo.
Karol był w tym czasie mocno zainteresowany VIII krucjatą, ale po jej klęsce ponownie zwrócił się ku Albanii. Kontakty z lokalnymi możnymi i wodzami nawiązał poprzez miejscowy kler katolicki. Dwaj księża, Jan z Durrës i Mikołaj z Arbanon szczególnie aktywnie pośredniczyli w rozmowach między Karolem Andegaweńskim a albańskimi elitami. W 1271 roku odbyli kilka poselstw między Italią a Albanią z których wiele zakończyło się sukcesem. 21 lutego 1272 roku delegacja albańskiej szlachty i obywateli Durrës udała się na dwór Andegaweńczyka. Tam doszło do porozumienia w wyniku którego Karol otrzymał albańską koronę i został ogłoszony władcą "za wspólną zgodą biskupów, hrabiów, baronów, wojowników i obywateli". Ze swojej strony nowy władca zobowiązywał się do przestrzegania praw i przywilejów swoich poddanych. Traktat oznaczał powstanie unii między Królestwem Albanii a Królestwem Sycylii pod berłem jednego władcy- Karola Andegaweńskiego (Carolus I, dei gratia rex Siciliae et Albaniae). Nowym głównym zarządcą został Gazzo Chinard. Karol liczył na to że zdobycie przyczółka na Bałkanach pomoże mu ponownie podjąć starania o koronę cesarską Bizancjum. Między 1272 a 1273 rokiem wysłał do Albanii duże ilości zaopatrzenia i materiałów niezbędnych w prowadzeniu działań wojennych do Durrës i Vlorë. Ruchy Andegawena zaalarmowały cesarza Bizancjum, Michała VIII Paleologa, który podjął starania mające na celu skonfliktować Karola i jego albańskich poddanych. Zaczął wysyłać poselstwa do możnych albańskich, namawiające ich do zmiany stron. Możni okazali się jednak lojalni i donieśli o tym Karolowi, który w odpowiedni sposób ich wynagrodził. Niepowodzenie nie zraziło jednak Michała VIII który szukał mediacji u papieża Grzegorza X. Papież ten miał plan zjednoczenia kościołów wschodniego i zachodniego i zorganizowania ogólnochrześcijańskiej krucjaty. Grzegorz X zwołał więc w 1274 roku sobór w Lyonie i nakazał Andegawenowi powstrzymanie się od ataku na Bizancjum.
Tymczasem Karol wprowadził w Albanii rządy silnej ręki. Autonomia i przywileje, gwarantowane traktatem zostały pogwałcone poprzez na przykład nałożenie nowych podatków. Możnym skonfiskowano wiele ziem, które potem podzielono między obcych stronników Andegawenów, dodatkowo zwolnionych z podatków. Administracja była prawie zupełnie złożona z obcych. Aby zapewnić sobie spokój ze strony rdzennej ludności Karol wziął jako jeńców synów miejscowych możnych. Poczynania te doprowadziło do powstania rozłamu między rządzącymi a rządzonymi i sprawiły, że dotychczas wierna Andegawenom arystokracja zaczęła spiskować z Bizantyjczykami, którzy obiecali że w razie przejęcia kontroli nad Albanią będą respektowali jej prawa i przywileje.

### Ofensywa Bizancjum
Jako że przygotowania do wojny ze strony Karola zostały storpedowane przez papieża a niezadowolenie z nowych rządów było wśród Albańczyków powszechne, Michał VIII postanowił wykorzystać okazję i pod koniec 1274 roku rozpoczął kampanię wojskową. Wojska bizantyjskie, wspierane przez miejscowych, zdobyły Berat i Butrint. W listopadzie tego samego roku Karol został poinformowany przez swoich zarządców że Durrës został oblężony. Bizantyjczycy tymczasem zdobyli Spinarizzę, tak że przy Andegawenach pozostały tylko Krujë, Vlorë, wyspa Korfu i Durrës, odizolowane od siebie i reszty kraju, do tego ciągle zagrożone na ladzie, a także ze strony morza, gdyż bizantyjska flota zaczęła korzystać z portów w Spinarizzie i Butrincie.
Kolejnym sukcesem Bizancjum było zyskanie poparcia papiestwa gdyż na soborze w Lyonie w 1274 roku Michał VIII obiecał doprowadzić do unii kościoła wschodniego z Rzymem. Zmuszony przez Grzegorza X, musiał Karol podpisać w 1276 roku rozejm z cesarstwem.

### Odpowiedź Andegawenów
Obecność wojsk bizantyjskich wprawiła w zaniepokojenie Nicefora Komnena Dukasa, despotę Epiru. Zaoferował on Karolowi i Wilhelmowi II, który był księciem Achai i wasalem Andegawena, pomoc w walce z Cesarstwem pod warunkiem niewielkich ustępstw terytorialnych w Achai. W 1278 roku wojska Epiru zdobyły Butrint. W marcu 1279 roku Nicefor I uznał Karola swym seniorem i oddał mu twierdze Butrint i Sopot. Gwarantem sojuszu było oddanie przez Nicefora syna andegaweńskiemu kasztelanowi Vlorë, jako zakładnika. Przy tej okazji doszło do wymiany poselstw ale Karol, nie czekając na dopełnienie formalności, rozkazał swojemu gubernatorowi zająć nie tylko Butrint ale wszystkie tereny które kiedyś należały do Manfreda a obecnie znajdowały się w rękach despoty Epiru.
Mniej więcej w tym samym czasie Andegawen zaczął tworzyć nową sieć sojuszy w celu podjęcia ofensywy, mającej na celu opanowanie najpierw Tessalonik a potem Konstantynopola. Doszedł do porozumienia z władcami Serbii i Bułgarii. Próbował też odzyskać poparcie albańskich możnych i w odpowiedzi na ich prośby uwolnił kilku przetrzymywanych w neapolitańskich więzieniach możnych, którzy trafili tam z powodu podejrzeń o sprzyjanie Bizancjum. Do najważniejszych spośród uwolnionych należeli Gjin Muzaka, Dhimitër Zogu i Guljem Blinishti. Muzaka był dla Karola szczególnie ważny, gdyż jego rodzina kontrolowała ziemie wokół Beratu. Wszyscy zwolnieni możni musieli jednak przysłać na swoje miejsce zakładników, synów, którzy mieli być gwarantami tego iż nie będą oni prowadzili żadnych działań wymierzonych w interesy Karola.
W sierpniu 1279 roku Karol mianował Hugo De Sully'ego kapitanem i zarządcą Albanii, Durrës, Vlorë, Butrintu i Korfu. W ciągu kilku następnych miesięcy przygotowywał wojska do ataku. Duże ilości zaopatrzenia, prowiantu oraz żołnierzy, w tym także muzułmańskich łuczników i specjalistów od oblężeń, zostało wysłanych do Sully'ego, któremu udało się odbić Spinarizzę z rąk Bizancjum i uczynił to miasto swoją siedzibą. Pierwszym celem wyprawy miało być odzyskanie Beratu, który w 1274 roku wpadł w ręce Greków. Przed zdecydowanym działaniami przeciwko Bizancjum, Karol był dotychczas powstrzymywany przez papiestwo. W sierpniu 1280 roku zmarł jednak papież Mikołaj III a tron Świętego Piotra pozostawał pusty z powodu przedłużających się wyborów następcy. Dało to Karolowi okazję do realizacji zamierzeń. Jesienią 1280 roku rozkazał on de Sully'emu na atak. Zimą 1280 roku siły Andegawena obległy Berat.

### Kontrofensywa Bizancjum
Cesarz Michał VIII liczył na pomoc papiestwa w powstrzymaniu ofensywy Andegawenów. Dotychczas Stolica Apostolska sprzyjała Konstantynopolowi, nawet gdy w 1276 roku zmarł papież Grzegorz X, główny rzecznik unii obydwu kościołów. Jego następca Mikołaj III również utrzymywał probizantyjski kurs ale zmarł w 1280 roku. Nowym papieżem wybrano w 1281 roku Marcina IV, który był Francuzem i zausznikiem Karola I. Michał VIII został obłożony ekskomuniką a albańska wyprawa przeciw Bizancjum pobłogosławiona jako nowa krucjata.
Bizancjum znalazło się więc w bardzo trudnym położeniu. Mimo to Michał VIII zdecydował się na wysłanie odsieczy oblężonemu Beratowi. W skład wojsk które przybyły w okolice miasta w marcu 1281 roku wchodził także liczny oddział tureckich najemników. Bizantyjczycy nie chcieli wydawać łacinnikom otwartej bitwy, skupiali się na wypadach i rajdach na przeciwnika. Jedna z takich wypraw zakończyła się pojmaniem w niewolę de Sully'ego co wywołało panikę w szeregach jego armii i spowodowało odstąpienie od oblężenia. Większość tych wojsk uległa rozproszeniu i tylko nieliczne oddziały dotarły do zamku w Kaninie. Tymczasem Bizantyjczycy kontynuowali swój pochód w głąb Albanii. Oblegli Vlorë, Kaninë i Durrës ale nie potrafili ich zdobyć. Na stronę Greków przeszli możni z terenów wokół Krujë oddając się pod ich komendę w zamian za potwierdzenie swobód miasta i arystokracji.

### Próby odzyskania

#### Traktat z Orvieto
Klęska wojsk de Sully'ego przekonała Karola I że lądowy atak na Bizancjum nie ma sensu i należy raczej uderzyć drogą morską w samo serce Cesarstwa. Sojusznika do ataku na Bizancjum znalazł w Wenecji i w lipcu 1281 roku podpisano porozumienie w Orvieto, które potwierdzało alians i wspólne plany. Pakt zakładał detronizację Michała VIII i osadzenie na tronie Filipa z Courtenay, tytularnego Cesarza Łacińskiego oraz podporządkowanie kościoła wschodniego Rzymowi. W praktyce celem było przywrócenie Cesarstwa Łacińskiego pod hegemonią Andegawenów i Wenecji, która liczyła na liczne ulgi i przywileje handlowe.
Zgodnie z postanowieniami Filip i Karol mieli wystawić własnym sumptem 8000 żołnierzy a odpowiednia flota miała ich przetransportować nad Bosfor. Filip, doża Dandolo oraz Karol lub jego syn, książę Salerno, mieli osobiście wziąć udział w wyprawie. W praktyce prawie wszystkie wojska wystawił Karol, Filip zaledwie nieliczne oddziały, natomiast Wenecjanie zapewnili czterdzieści galer do eskorty floty inwazyjnej. Flota miała wyruszyć z Brindisi nie później niż w kwietniu 1283 roku. Dodatkowo Wenecjanie zawarli porozumienie z Filipem iż po odrestaurowanie Cesarstwa Łacińskiego przywróci on przywileje weneckie i ziemie przyznane republice na mocy Partitio terrarum imperii Romaniae.
Później sojusznicy dogadali się także na temat awangardy, mającej zbadać warunki do lądowania przed wysłaniem głównych sił. Karol i Filip zobowiązali się do wystawienia piętnastu statków i dziesięciu transportowych oraz trzystu żołnierzy. Wenecjanie zaś mieli zapewnić piętnaście statków do eskorty. Siły te miały w 1282 roku zaatakować Michała VIII i "innych okupantów" Cesarstwa Łacińskiego (prawdopodobnie chodziło na przykład o Genueńczyków) i przygotować grunt pod zaplanowaną na 1283 roku inwazję.

#### Nieszpory sycylijskie
W wielkanocny poniedziałek, 30 marca 1282 roku, na Sycylii miejscowa ludność zaczęła atakować siły francuskie. Był to początek powstania znanego w historiografii jako Nieszpory sycylijskie. Zamieszki wkrótce ogarnęły niemal całą wyspę i doszło do licznych masakr wojsk Andegawenów. Rebelianci zniszczyli także stojące portach okręty Karola I. Król starał się zdusić rebelię ale 30 sierpnia 1282 roku Piotr III wylądował ze swoimi wojskami na Sycylii co jeszcze pogłębiło jego problemy. Do końca sierpnia wyspa znalazła się pod panowaniem Aragończyków a Andegawenowie mieli jej już nigdy nie odzyskać. Na domiar złego Karol II wpadł w ręce nieprzyjaciół po bitwie w Zatoce Neapolitańskiej i pozostawał w niej aż do 1289 roku. W 1285 roku zmarł natomiast Karol I, który wobec konfliktu z Aragonią, przebywania jego syna i dziedzica w niewoli, nie był w stanie podjąć żadnych wrogich kroków w stosunku do Bizancjum.

### Odrodzenie

#### Upadek Durrës
Wojska Andegaweńskie po klęsce de Sully'ego broniły się jeszcze w Kaninë, Durrës i Vlorë. W 1288 roku udało się jednak Bizantyjczykom przejąć Durrës a cesarz Andronik II uznał wszystkie przywileje które jego poprzednicy nadali Albańczykom w regionie Krujë. Korfu i Butrint pozostały w rękach Andegawenów do około 1292 roku a jako ostatnia padła Kaninë, co miało miejsce prawdopodobnie w 1294 roku. W 1296 roku Durrës został zajęty przez wojska serbskiego króla Stefana Milutina. Bizancjum uznało władzę Serbii nad regionem w 1299 roku kiedy Andronik II wydał za Stefana swoją córkę.

#### Odzyskanie Durrës
Mimo utraty wszelkich terenów w Albanii, dynastia Andegawenów nadal rościła sobie prawa do królestwa a jej przedstawiciele rządzący w Neapolu używali tytułu królów Albanii. Prawa i tytuły, po śmierci Karola I w 1285 roku przeszły w ręce Karola II. W sierpniu 1294 roku Karol II przekazał swoje prawa do Albanii synowi, Filipowi I, który był księciem Tarentu. W październiku 1294 roku Filip ożenił się z córką despoty Epiru, Nicefora I co odnowiło stary sojusz. Plany odzyskania utraconych ziem na Bałkanach zostały chwilowo zawieszone gdyż w 1299 roku Filip dostał się do niewoli u Fryderyka II, po bitwie pod Falconarią. Po uwolnieniu w 1302 roku natychmiast zaczął szykować się do wyprawy na Albanię. Pozyskał sojuszników wśród albańskich katolików oraz poparcie papieża Benedykta XI. Latem 1304 roku w Durrës doszło do powstania w wyniku którego wojska serbskie musiały opuścić miasto a jego obywatele w sierpniu uznali władzę Andegawenów. Filip i Karol II natychmiast ogłosili iż będą szanować prawa i przywileje miasta. W 1305 roku Karol II zwolnił miasto i okolicznych możnych z innych podatków i posług.
Tereny odnowionego królestwa Albanii były ograniczone do ziem dzisiejszego okręgu Durrës a Andegawenowie byli raczej zajęci sprawami na zachodzie niż na Bałkanach. Prowadzono nawet negocjacje z domem Aragońskim na temat oddania im ziem w Albanii i Achai w zamian za zwrot Sycylii ale zakończyły się one ostatecznie fiaskiem w 1316 roku.
Po śmierci Filipa z Tarentu w 1332 roku wśród Andegawenów doszło do sporów co do zajmowanych przez niego ziem. Prawa do księstwa Durrazo (Durrës) i Królestwa Albanii zostały przekazane Janowi z Graviny wraz z pięcioma tysiącami funtów złota. Po jego śmierci w 1336 roku prawa do Albanii odziedziczył po nim syn, Karol.
W tym czasie istniało kilka większych arystokratycznych rodzin, dla których końcówka XIII i początek XIV wieku to okres konsolidacji sił i terytoriów. Jedną z nich był ród Topia, którego posiadłości leżały w centrum Albanii. Wobec Serbskiego naporu na te tereny wielu albańskich możnych widziało jedyną szansę na zachowanie swojej uprzywilejowanej pozycji w sojuszu z Andegawenami. Adnegawenowie również chętnie współpracowali z lokalnymi elitami, wiedząc że od stosunków z nimi zależy bezpieczeństwo Durrës i okolic. Najlepiej współpraca układała się ze wspomnianym rodem Topia, którego posiadłości rozciągały się między rzekami Mat i Szkumbin oraz rodem Muzaka, który rządził terenami od rzeki Szkumbin po Vlorë. Między innymi dzięki ich pomocy udało się Karolowi odnieść sukces w walkach z Serbami między 1336 a 1337 rokiem.

#### Ostatnie lata
Nacisk Serbów na królestwo Albanii wzrósł gdy do władzy doszedł Stefan Duszan. Data upadku Durrës jest nieznana, ale źródła podają, iż do 1346 roku cała Albania znajdowała się pod kontrolą Duszana. W 1348 roku Karol został ścięty przez swojego kuzyna, Filipa II z Tarentu, który również posiadał prawa do bałkańskich posiadłości rodu Andegawenów. Tymczasem po śmierci Duszana jego państwo zaczęło się rozpadać a w środkowej części Albanii, rodzina Topia pod przewodnictwem Karola, zaczęła budowę własnego państwa. Karol był synem Marii d'Aquino, córki Roberta I, dzięki czemu jego andegaweńscy krewni uznawali go za hrabiego Albanii. W 1368 roku zdobył Durrës i mimo iż rok później utracił miasto w wyniku ataku Ludwika z Évreux to w 1383 roku ponownie je przejął.
W 1385 roku miasto wpadło w ręce Balšy II. Topia wezwali na pomoc wojska osmańskie i dzięki nim pokonali Serbów pod Sawrą. Durrës ponownie znalazł się pod kontrolą Albańczyków. W 1388 roku zmarł Karol i przekazał swe władztwo synowi- Jerzemu. W 1392 roku został on zmuszony do zrzeczenia się władzy i oddania Durrës Wenecjanom. Przejecie tych ziem przez Wenecję zakończyło ostatecznie istnienie Królestwa Albanii. Ród Topia zachował jednak ziemie położone na południe od Durrës, gdzie rządzili jako książęta Albanii.

## Rząd
Królestwo Albanii było uważane za odrębne od Królestwa Sycylii i później Neapolu, państwo. Z racji położenia i planów Andegawenów organizacja państwowa była nastawiona mocno militarnie. Oprócz tego jednak istniały organy rządowe i administracja. Stolicą było miasto Durrës. Na czele rządu stał gubernator z tytułem capitaneus et vicarius generalis który miał też status wicekróla. Oprócz spraw cywilnych podlegało mu także wojsko, którego był naczelnym dowódcą. Lokalnymi oddziałami dowodzili ludzie z tytułami  marescallus in partibus Albaniae.
Królewskie dochody, pochodzące przede wszystkim z wydobycia soli i handlu, wchodziły w skład albańskiego budżetu. Kluczowe dla rozwoju ekonomicznego królestwa było morze i port w Durrës. Port zarządzany był przez urzędnika o nazwie prothontius a flota albańska miała swojego kapitana. Stanowiska innych dygnitarzy były tworzone przez wicekróla i znajdowały się pod jego kontrolą. Wraz ze stratami terytorialnymi znaczenie pozycji gubernatora uległo zmniejszeniu i stali się oni w zasadzie bardziej zarządcami Durrës niż wicekrólami.
Rola lokalnych elit w królestwie znacznie wzrosła w drugim królestwie Albanii, kiedy Andegawenowie włączyli ich w swoje struktury wojskowe i traktowali raczej jako partnerów i sojuszników. W 1304 roku, zaraz po odzyskaniu Durrës Filip z Tarentu głównym dowódcą albańskiej armii (marascallum regnie Albaniae) mianował miejscowego możnego, Gulielma Blinishti. W 1318 roku jego następcą został Andrea Muzaka, również pochodzący z Albanii. Adnegawenowie szczególnie chętnie obdarzali miejscową elitę zachodnimi tytułami szlacheckimi. Szczególnie dużymi przywilejami cieszyły się miasta.

## Religia
Historycznie tereny wchodzące w skład królestwa Albanii były podporządkowane różnym metropolitom, rezydującym w Tivar, Durrës, Ochrydzie, czy Nikopolis. Z racji częstych zawirowań politycznych w kościołach bałkańskich dochodziło do zmian wyznania. Raz były one częścią wspólnoty prawosławnej, chronionej siłami cesarstwa Bizantyjskiego (poza okresami w których cesarze wchodzili w unie kościelne z Rzymem), raz wspólnoty katolickiej, raz kościoła bułgarskiego lub serbskiego. Rządy Andegawenów doprowadziły do umocnienia i upowszechnienia wyznania katolickiego, nie tylko w regionie Durrës ale także w innych częściach kraju.
Arcybiskupstwo w Durrës było jednym z najważniejszych w Albanii i jeszcze przed schizmą z 1054 roku miało prymat nad około piętnastoma biskupstwami. W wyniku pogłębiających się po schizmie różnic doszło do powstania dwóch przewodnich ośrodków chrześcijaństwa w Europie- kościoła rzymskiego i greckiego, którego patriarcha rezydował w Konstantynopolu. Wydzielenie się tych kościołów po schizmie jest znacznym uproszczeniem, trudno bowiem wskazać kiedy doszło do ostatecznego rozłamu między chrześcijaństwem wschodnim a zachodnim. Tym niemniej po 1054 roku Durrës było podporządkowane Konstantynopolowi i obowiązywał tam wschodni obrządek. Zmieniło się to w 1204 roku, kiedy to w wyniku IV krucjaty upadło Cesarstwo Bizantyjskie a łacinnicy założyli szereg państw na jego terenach i zaczęli tworzyć tu na szerszą skalę swoją organizację kościelną z rytem rzymskim jako obowiązującym. W 1208 roku zwolennik rytu rzymskiego został arcybiskupem Durrës. Wprawdzie w 1214 roku ta część Albanii weszła w skład greckiego Despotatu Epiru i katolicki arcybiskup został złożony z urzędu i zastąpiony przez ortodoksyjnego biskupa, ale katolicyzm zdobywał sobie poparcie wśród części albańskiego kleru. Po śmierci prawosławnego metropolity w 1225 roku doszło do sporów co do obsady biskupstwa w Durrës, które to spory mocno się przeciągały aż do 1256 roku, kiedy wybrano zwolennika prawosławia. Nie był on jednak w stanie sprawować swojej funkcji, gdyż już w 1258 roku miasto zostało zdobyte przez Manfreda Sycylijskiego.
Po utworzeniu przez katolickich Andegawenów królestwa Albanii w 1272 roku ryt łaciński stał się oficjalnie popieranym przez władzę. Papiestwo pragnęło wykorzystać rządy francuskiego rodu do pozyskania Bałkanów dla katolicyzmu. Plany te poparła Helena Andegaweńska, kuzynka Karola. W czasie jej rządów zbudowano około 30 klasztorów, kościołów i monasterów w północnej Albanii i Serbii. Z jej pomocą utworzono także kilka nowych biskupstw. W 1272 roku Durrës ponownie stał się siedzibą katolickiego arcybiskupstwa. Ryt łaciński został wprowadzony także w Butrincie, Vlorë i Krujë. Przetrwał tam mniej więcej do końca XIV wieku.
Nowa fala katolickich diecezji, kościołów i monasterów, oraz polityka władców spowodowały wzrost popularności katolicyzmu w Albanii. Dotychczasowi ortodoksyjni chrześcijanie mieszkający w środkowej i północnej Albanii stosunkowo szybko przyjęli nowe wyznanie. Również ludzie kościoła nie bronili się przed nowym obrządkiem i bardzo duża liczba mnichów i księży została katolikami.
Obrządek prawosławny istniał wiele lat po utworzeniu andegaweńskiego królestwa i miał swoich zwolenników. Istnienie dwóch obrządków doprowadzało do sytuacji konfliktowych i dezorientowało miejscową ludność, dlatego też papież Benedykt XI wysłał do Albanii zakon dominikanów w 1304 roku z zadaniem prowadzenia działalności misyjnej wśród niższych warstw społecznych. Dominikanie byli odtąd osadzani na stanowiskach biskupich w Albanii, jak na przykład we Vlorë i Butrincie. Oprócz dominikanów na terenie Albanii działali franciszkanie, karmelici, cystersi i premonstratensi. Zdarzali się również pojedynczy przedstawiciele innych zakonów.
Ważnym ośrodkiem rozwoju katolicyzmu w Albanii było Krujë, biskupstwo mające związki z katolicyzmem od 1167 roku. Znajdowało się ono pod bezpośrednim zwierzchnictwem papieża, który samodzielnie konsekrował miejscowych biskupów. Biskupstwo to miało szczególnie duże wpływy wśród lokalnych możnych, pośrednicząc w ich kontaktach z Papiestwem.
Złota era katolicyzmu w Albanii skończyła się wraz z rosnącymi ambicjami Serbów. Podbój ziem albańskich przez Stefana Duszana, który uważał katolicyzm za "łacińską herezję", doprowadził do prześladowań religijnych katolików. Antykatolickie prawo zostało wprowadzone w 1349 roku ale represje zaczęły się wcześniej, prawdopodobnie już na początku XIV wieku. Pozostawieni sami sobie albańscy katolicy nawiązali bardzo bliskie kontakty z papiestwem a część z nich wyemigrowała w czasach późniejszych do Włoch. Część z nich do dzisiaj zachowuje albańską świadomość narodową, są oni określani jako Arboresze.
Ponowny rozwój katolicyzmu w Albanii datuje się między 1350 a 1370 rokiem. W tym okresie w Albanii istniało 17 katolickich biskupstw, które oprócz tego że zapewniły posługę duchowną Albańczykom, prowadziły też działalność misjonarską w innych krajach bałkańskich.

## Społeczeństwo
W czasach panowania bizantyjskiego dominującym systemem na terenie Albanii była pronoia, ale po utworzeniu w Albanii monarchii przez Andegawenów zaczęto wprowadzać tam feudalne wzorce z zachodniej Europy. W XIII i XIV wieku pronoiarios otrzymali wiele przywilejów i znaczną autonomię w zasadzie odbierając realną władzę instytucjom centralnym. Zyski z podatków, produkcji ziem itd. osiągane przez pronoiarios cały czas rosły a dodatkowo zaczęli oni sami pobierać podatek od ziemi uszczuplając jeszcze wpływy do budżetu centralnego. Zaczęli oni powoływać własną administrację która spychała na dalszy plan państwową, dzięki czemu uzyskiwali przemożny wpływ na sprawy militarne, społeczne a nawet sądowe. Właśnie w XIII wieku zaczęli oni sami sądzić i wydawać wyroki, początkowo w mało znaczących sprawach a następnie także w tych poważnych. Pronoiarios tworzyli praktycznie państwo w państwie.
W XIV wieku wprowadzono feudalne wzorce z Europy zachodniej. Ziemia stała się własnością możnych i mogła być dziedziczona, dzielona i sprzedawana. Pronoia coraz słabiej spełniała swoją militarną rolę w dostarczaniu sił militarnych państwu. Pronoiarios zaczęli być raczej posiadaczami ziemskimi w skład posiadłości których wchodziły także mniejsze gospodarstwa chłopskie. Największymi posiadaczami ziemskimi byli mieszkańcy Durrës, Szkodry i Driszt. Większość posiadłości ziemskich obywateli Durrës leżało w pobliskich górach Temali.
Własność feudalna w Albanii, podobnie jak na zachodzie i w Bizancjum, składała się z dwóch części- ziemi należącej bezpośrednio do chłopów i ziemi pana którą chłopi musieli uprawiać oprócz swoich działek. Gospodarstwa chłopskie nie były zwarte, znajdowały się w dość dużych odległościach od siebie, porozrzucane na całym terenie należącym do danego możnego. Prywatna własność feudalna cały czas rosła a wraz z nią bogaciła się arystokracja.
Ziemia znajdowała się także w posiadaniu instytucji religijnych, takich jak klasztory czy biskupstwa. W XII wieku ziemie przyznawały centralne władze ale w XIII i XIV wieku zmieniło się to. W tym okresie większość donacji ziemskich pochodzi od osób prywatnych, głównie małych i dużych posiadaczy ziemskich. Od XIV wieku klasztory i biskupstwa osiągały znaczne dochody ze swoich posiadłości, głównie dzięki sprzedaży produktów rolniczych ale także dzięki rzemiosłu. Głównym źródłem dochodów kościoła były jednak świadczenia pieniężne lub w naturze uzyskiwane od chłopów zamieszkujących posiadłości kościelne. Znaczna część tych pieniędzy była przekazywana do Rzymu lub Konstantynopola co doprowadzało czasem do tarć między lokalnym klerem a papiestwem lub patriarchą w kwestii wysokości tych darów.
W celu znalezienia dodatkowych źródeł pieniędzy, zwłaszcza w czasie wojny, władze centralne nakładały wysokie podatki na mieszkańców. Gospodarka była w zasadzie całkowicie uzależniona od rolnictwa. Chłopi, poza zwykłymi, dzielili się na „wolnych” i „obcych”. Byli to rolnicy pozbawieni ziemi i wszelkiej innej własności, znajdowali za to zatrudnienie we włościach feudalnych. Zdarzało się jednak że otrzymywali oni na własność poletko ziemi i byli uznawani za normalne chłopstwo.
Powinności feudalne chłopów nie były takie same dla wszystkich terenów, różniły się w zależności od regionu. Różne były również formy świadczeń na rzecz panów feudalnych, zależnie od regionu i okresu płacono pieniędzmi lub w naturze. W XIII wieku, wraz z rosnącą opozycją możnych wobec władz centralnych, notuje się wyraźny wzrost ilości świadczeń pieniężnych w stosunku do świadczeń w naturze. Między XII a XIV wiekiem znaczenie możnowładztwa znacznie wzrosło. Podporządkowali sobie oni nie tylko regiony nizinne ale również górskie. Własność zaczęła obejmować nie tylko ziemię ale także dotychczasowo wspólne obszary takie jak lasy, pastwiska i łowiska.
Olbrzymią większość społeczeństwa w czasie istnienia królestwa Albanii, tworzyli chłopi. Źródła z epoki wskazują, iż ludność wiejska stała się wówczas w zasadzie warstwą całkowicie poddaną możnowładztwu. Relacja anonimowego podróżnika z 1308 roku zawiera wzmianki o farmerach z rejonów wokół Debar, którzy nie tylko musieli pracować na ziemiach i w winnicach swoich panów, ale także zwracali im wyprodukowane metodą chałupniczą towary. Bizantyjski historyk, Jan Kantakuzen wskazywał iż drugim istotny źródłem bogactwa Albanii obok uprawy roli była hodowla zwierząt a panowie albańscy posiadali bardzo liczne stada.

## Miasta
W XIII wieku wiele miast albańskich przeszło ewolucję z bycia ufortyfikowanymi centrami militarnymi do zostania miastem w pełnym tego słowa znaczeniu. Rozwój był tak znaczny, że w obrębie murów miejskich nie dało się często pomieścić nowo powstających kościołów, domów i placów pod targi czy rynek, były więc one budowane poza wzmocnieniami. Za murami zaczęły się formować całe dzielnice, zwane proastion i przedmieścia stały się szybko ważnymi centrami ekonomicznymi z racji obecności licznych targów, sklepów i warsztatów. Zaopatrzenie w wodę pitną zapewnić miały cysterny, czasami jako jej źródło wykorzystywano pobliskie rzeki.
W I połowie XIV wieku liczba osób osiadłych w miastach znacznie wzrosła. Ocenia się, że Durrës mógł wtedy liczyć około 25 000 mieszkańców. Było to wywołane przede wszystkim migracją ludności wiejskiej do bardziej atrakcyjnych ośrodków miejskich. Wraz z chłopami do miast przenosili się panowie, którzy budowali tam swoje rezydencje. Wielu możnych przeniosło się do miast na stałe, ale byli też tacy którzy w miejskich rezydencjach przebywali okresowo, dużą część czasu spędzając w swoich włościach. Zjawisko zamieszkiwania szlachty w mieście stało się czymś normalnym i szlachcice często zostawali obywatelami a nawet obejmowali urzędy miejskie.

## Architektura
Rozwój katolicyzmu w Albanii spowodował pojawienie się gotyku w miejscowej architekturze sakralnej, przede wszystkim w środkowej i północnej Albanii. Wpływ gotyku widać jednak tylko w przypadku katolickich świątyń, prawosławne były budowane według starego wzorca. Architekturę typową dla łacinników widać także w miejscach gdzie swoje rezydencje i włości mieli panowie feudalni z zachodniej Europy. Do najważniejszych zabytków łacińskich w Albanii zalicza się klasztor świętego Sergiusza niedaleko wsi Szirgj koło Szkodry, kościół pod wezwaniem Maryi w Vau i Dejës oraz kościół w Rubiku.

## Lista władców

### Królowie Albanii
- Karol I (1272-1285)
- Karol II (1285-1294)

Karol II oddał prawa do Albanii swojemu synowi, Filipowi w 1294. Ten rządził jak Senior Królestwa Albanii.

### Seniorzy Królestwa Albanii
- Filip (1294–1332)
- Robert 1332

W 1332 Robert odziedziczył prawa do Albanii po ojcu, Filipie. W tym samym roku doszło między nim a jego wujem, Janem, do wymiany. Robert otrzymał księstwo Achai a Jan  5000 uncji złota i prawa do Albanii. Jan przyjął tytuł księcia Durazzo (Durrës).

### Książęta Durazzo
- Jan de Gravina (1332–1336)
- Karol (1336–1348)
- Joanna (1348–1368)
  - Ludwik (1366–1368 i 1376), rościł sobie prawa dzięki małżeństwu z Joanną

W 1368 roku Durrës został zdobyty przez Karola Topię który ogłosił się księciem Albanii.

### Capitaneus et vicaris generalis in regno Albaniae
- Gazzo Chinardo (1272)
- Anzelm z Chaus (maj 1273)
- Narjot z Toucy (1274)
- Guillaume Bernard (23 września 1275)
- Jean Vaubecourt (15 września 1277)
- Jean Scotto (maj 1279)
- Hugues de Sully le Rousseau (1281)
- Guillaume Bernard (1283)
- Gui de Charpigny (1294)
- Ponzard de Tournay (1294)
- Simon de Mercey (1296)
- Guillaume de Grosseteste (1298)
- Geoffroy de Port (1299)
- Rinieri de Montefuscolo (1301)

### Marescallus in regni Albaniae
- Guillaume Bernard
- Philip d'Artulla
- Geoffroy de Polisy
- Jacques de Campagnol
- Gulielm Blinishti (1304)
- Andrea I Muzaka (1318)